# Руата Еанди (Кунео)
Руата Еанди је насеље у Италији у округу Кунео, региону Пијемонт.
Према процени из 2011. у насељу је живело 48 становника. Насеље се налази на надморској висини од 326 м.